# خانه حسن گلشن
خانه آقای حسن گلشن مربوط به دوره قاجار است و در شهرستان فومن، شهرک ماسوله واقع شده و این اثر در تاریخ ۲۵ اسفند ۱۳۸۰ با شمارهٔ ثبت ۵۳۲۱ به‌عنوان یکی از آثار ملی ایران به ثبت رسیده است.